# Kirkehistorie
Kirkehistorie (lat. Historia ecclesiastica) er en af de fire klassiske teologiske discipliner og er sammen med studiet af Det Gamle Testamente og Det Nye Testamente en af de historiske discipliner inden for kristen teologi. Kirkehistorie er som akademisk fag optaget af kirken som objekt for videnskabeligt arbejde. Kirke forstås bredt, omfattende både institutionshistorie, socialhistorie og idéhistorie. De to første dækker i stor grad kristendommens praksis og den sidste historisk teologi som kristendommens teori gennem historien. En smallere forståelse af historisk teologi lægger vægt på kirkens dogmehistoriske udvikling. Kirkehistorie benytter sig af samme metodiske grundlag som både historiefaget, idéhistorie og religionshistorie. Eusebius af Cæsarea (ca. 300) regnes normalt som kirkehistoriens far, men som den kritiske kirkehistories grundlægger regnes normalt Johann Lorenz von Mosheim (ca. 1750).
Kirkehistorien kan inddeles i perioderne:
- Oldkirken (ca. 100-450)
- Kirken i Middelalderen (ca. 450-1500)
- Reformation (ca. 1500-1600)
- Kirken efter reformationen (ca. 1600- )